# Instituto de Arquitectos de Nueva Zelanda
El Instituto de Arquitectos de Nueva Zelanda (NZIA sus siglas en inglés) es una organización basada en la membresía que representa aproximadamente al 90 % de todos los arquitectos registrados en ese país, y cuyo objetivo es promover una arquitectura que mejore el entorno ambiental en Nueva Zelanda.
Esta organización se fundó en 1905[cita requerida], y provee a los arquitectos neozelandeses de servicios tales como capacitación profesional, políticas y protocolos que promueven altos estándares en la práctica de la arquitectura, eventos y soporte en general para estos profesionales.